# Rhexoza lydiae
Rhexoza lydiae är en tvåvingeart som beskrevs av Toni M. Withers 2004. Rhexoza lydiae ingår i släktet Rhexoza och familjen dyngmyggor.
Artens utbredningsområde är Frankrike. Inga underarter finns listade i Catalogue of Life.